# Berenjān
Berenjān (persiska: برنجان) är en ort i Iran.   Den ligger i provinsen Kermanshah, i den nordvästra delen av landet, 400 km väster om huvudstaden Teheran. Berenjān ligger 1 340 meter över havet och antalet invånare är 192.
Terrängen runt Berenjān är kuperad norrut, men söderut är den bergig. Runt Berenjān är det ganska tätbefolkat, med 185 invånare per kvadratkilometer. Närmaste större samhälle är Kāmyārān, 14,7 km norr om Berenjān. Trakten runt Berenjān består till största delen av jordbruksmark.